# 쉴로브
쉴로브(Shilob)는 J. R. R. 톨킨의 가운데 땅 시리즈 반지의 제왕의 등장인물이다. 거대거미로서 프로도가 모르도르에서 반지를 파괴하러 가던 도중 길잡이 골룸이 배신하고 절대반지를 얻기 위해 쉴로브에게 넘기지만, 샘와이즈가 쉴로브를 죽인다.